# Franz Hanfstaengl
Franz Seraph Hanfstaengl (Baiernrain nei pressi di Bad Tölz, 1º marzo 1804 – Monaco di Baviera, 18 aprile 1877) è stato un pittore, litografo e fotografo tedesco.

## Biografia

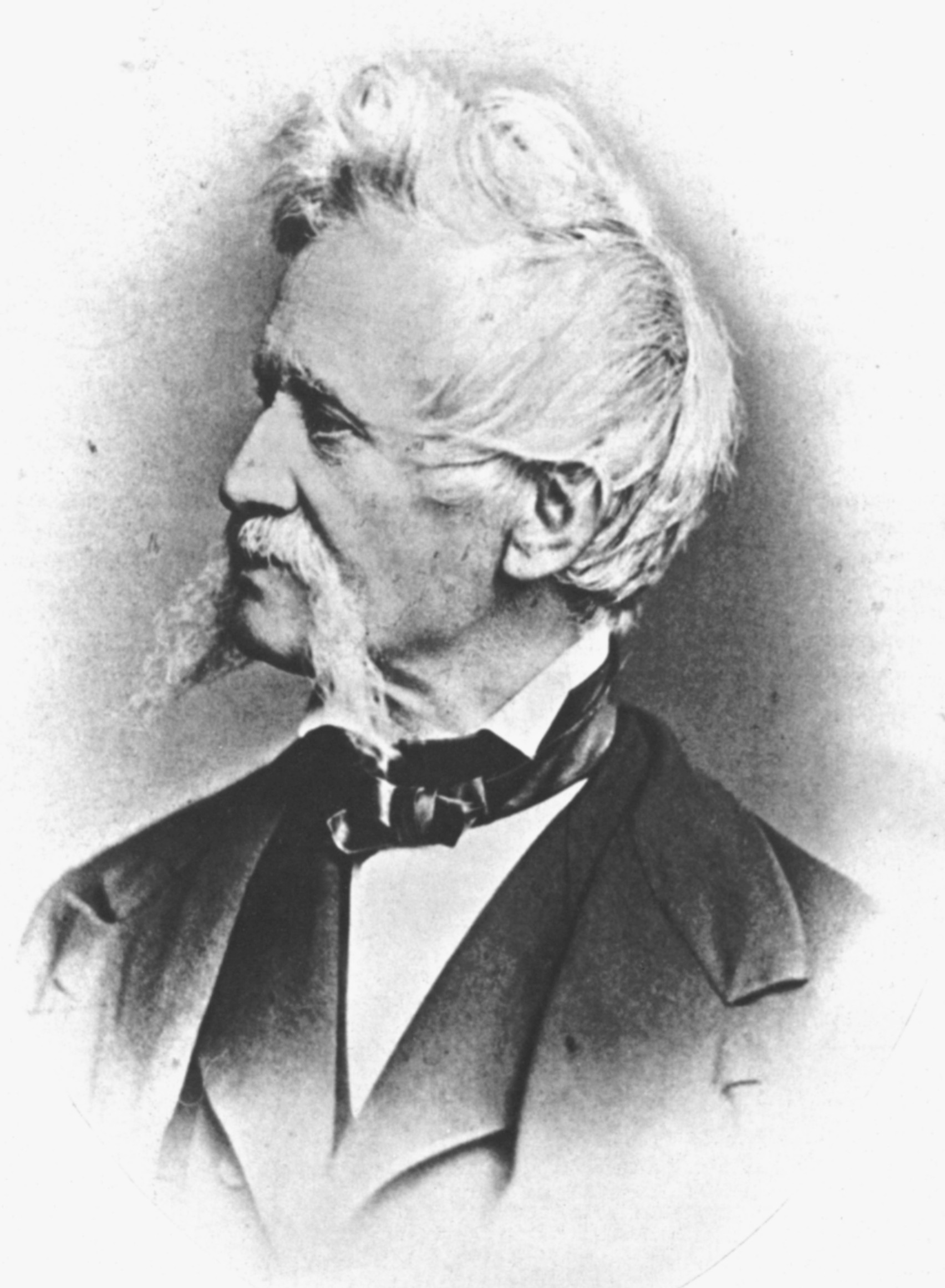
Franz Hanfstaengl in tarda età.

Hanfstaengl nacque in una famiglia borghese. Nel 1816, su raccomandazione del maestro del villaggio, fu mandato a Monaco per studiare disegno nella scuola guidata da Hermann Josef Mitterer. Fu istruito in litografia, ebbe contatti con Alois Senefelder e studiò dal 1819 al 1825 all'Accademia delle belle arti di Monaco di Baviera. Nel 1826, andò a Dresda e cominciò la sua grande opera, completata nel 1852, di copiare in litografia tele della Galleria di Dresda. Tra il 1835 ed il 1852 Hanfstaengl mise in evidenza circa 200 riproduzioni litografiche di capolavori dalla pinacoteca di Dresda, e li pubblicò in un portafoglio. Quando ritornò a Monaco, lasciò il suo stabilimento di Dresda ai suoi fratelli Max e Hans.
Nel 1833 fondò a Monaco uno stabilimento litografico proprio, che fu operante fino al 1868, e al quale in seguito unì un bel negozio d'arte di stampa e (nel 1853) un workshop fotografico. Hanfstaengl si guadagnò molta popolarità come ritrattista litografo nella società di Monaco, venendo soprannominato 'Conte Litho'.
Nel 1855, attraverso il primo ritocco di negativo fotografico, decretò l'inizio del fotoritocco.
Più tardi, diventò fotografo di corte e realizzò ritratti di persone illustri, tra gli altri del giovane Re Ludwig II, of Franz Liszt, Otto von Bismarck e dell'Imperatrice Elisabetta d'Austria. Nel 1858 Hanfstaengl istruì il famoso fotografo francese Antoine Samuel Adam-Salomon.
Influenzò suo cognato, il medico austriaco, inventore e uomo politico Norbert Pfretzschner senior, nella evoluzione della lastra fotografica a secco nel 1866. Sposò Franziska Wegmeier (1809–1860), dal quale divenne padre di Edgar Hanfstaengl. Un altro membro della famiglia, Erwin von Hanfstaengl, nel 1873 sposò la cantante d'opera Marie Schröder.

## Galleria d'immagini

Opere fotografiche di Franz Hanfstaengl
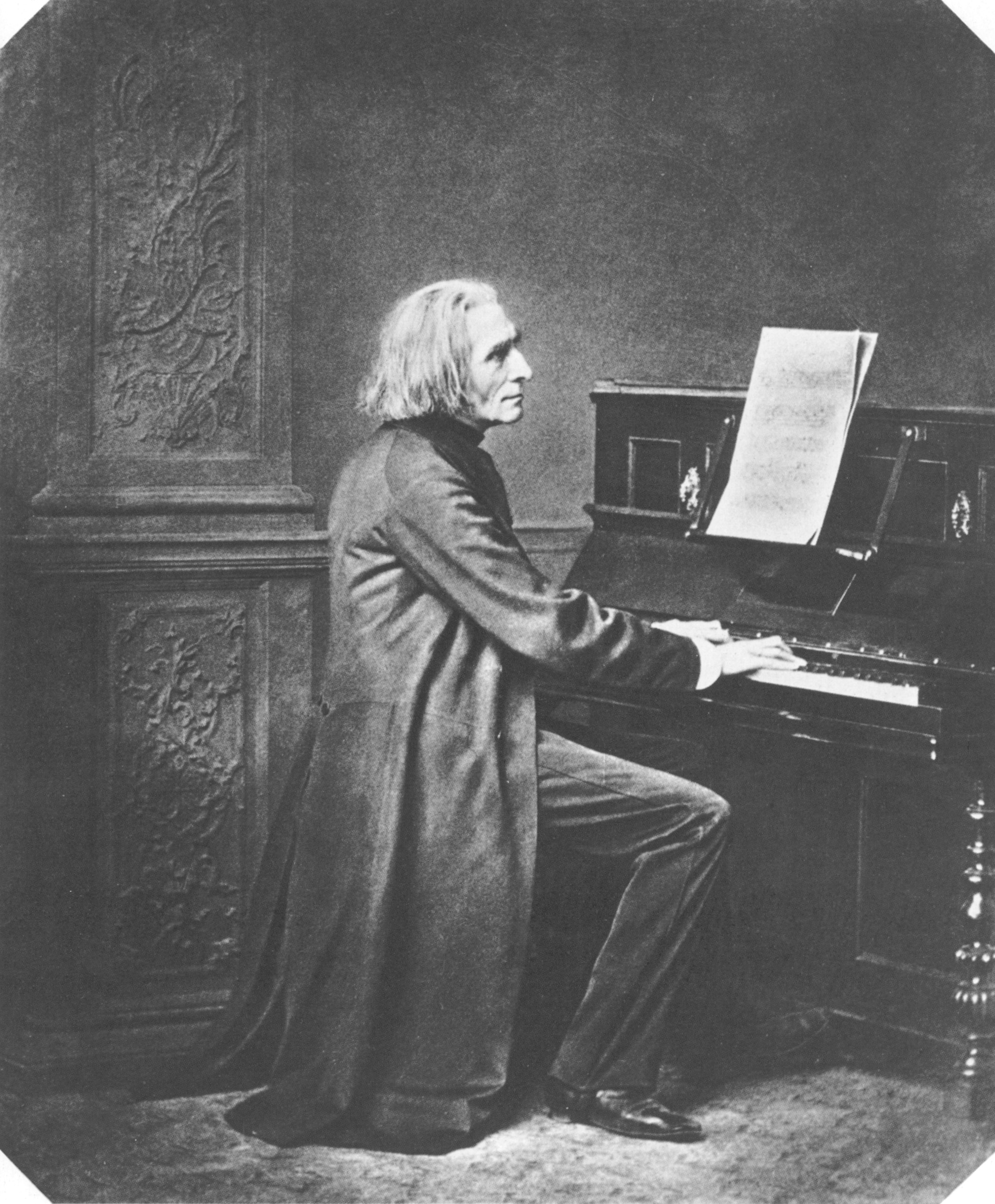
Franz Liszt.
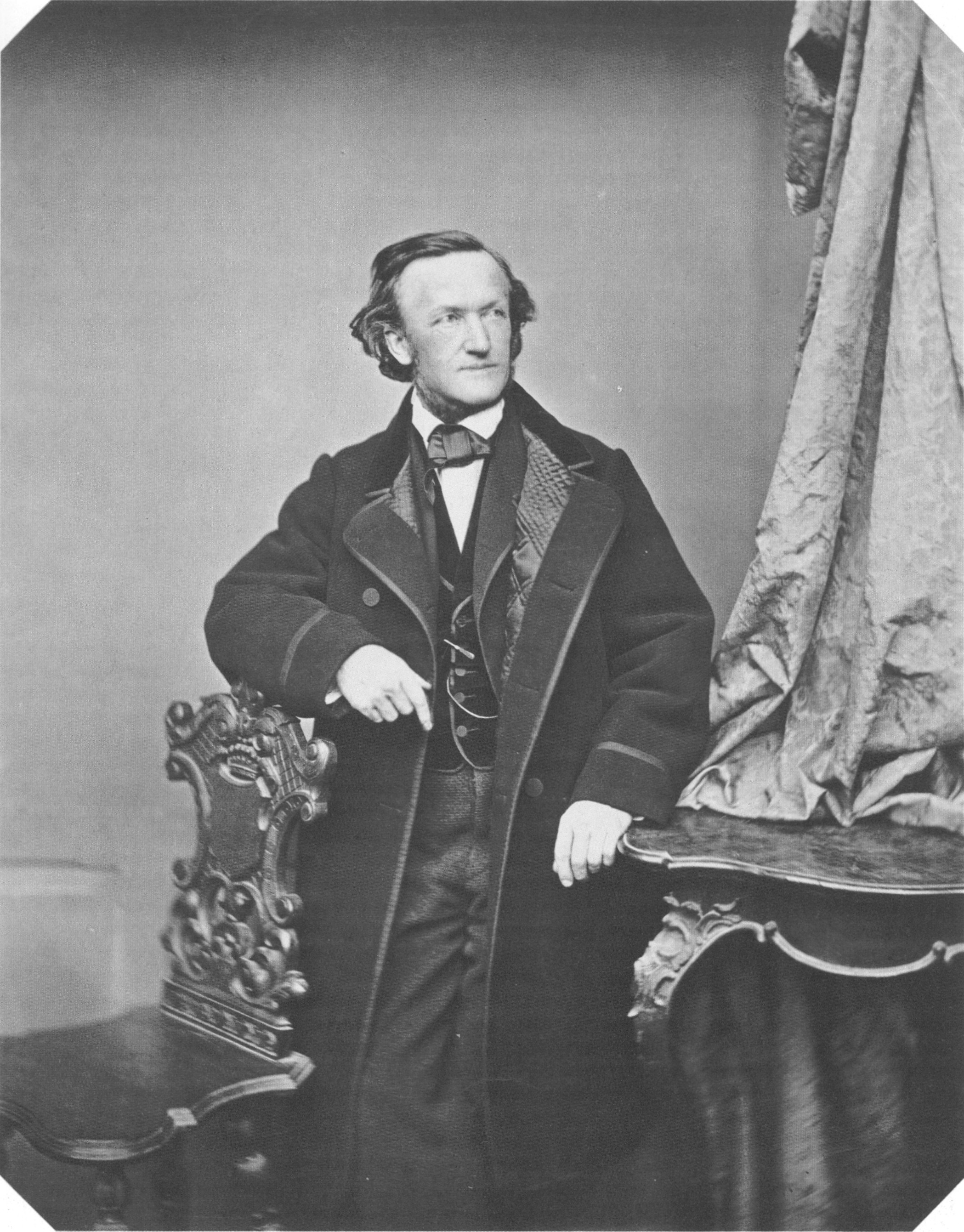
Richard Wagner.
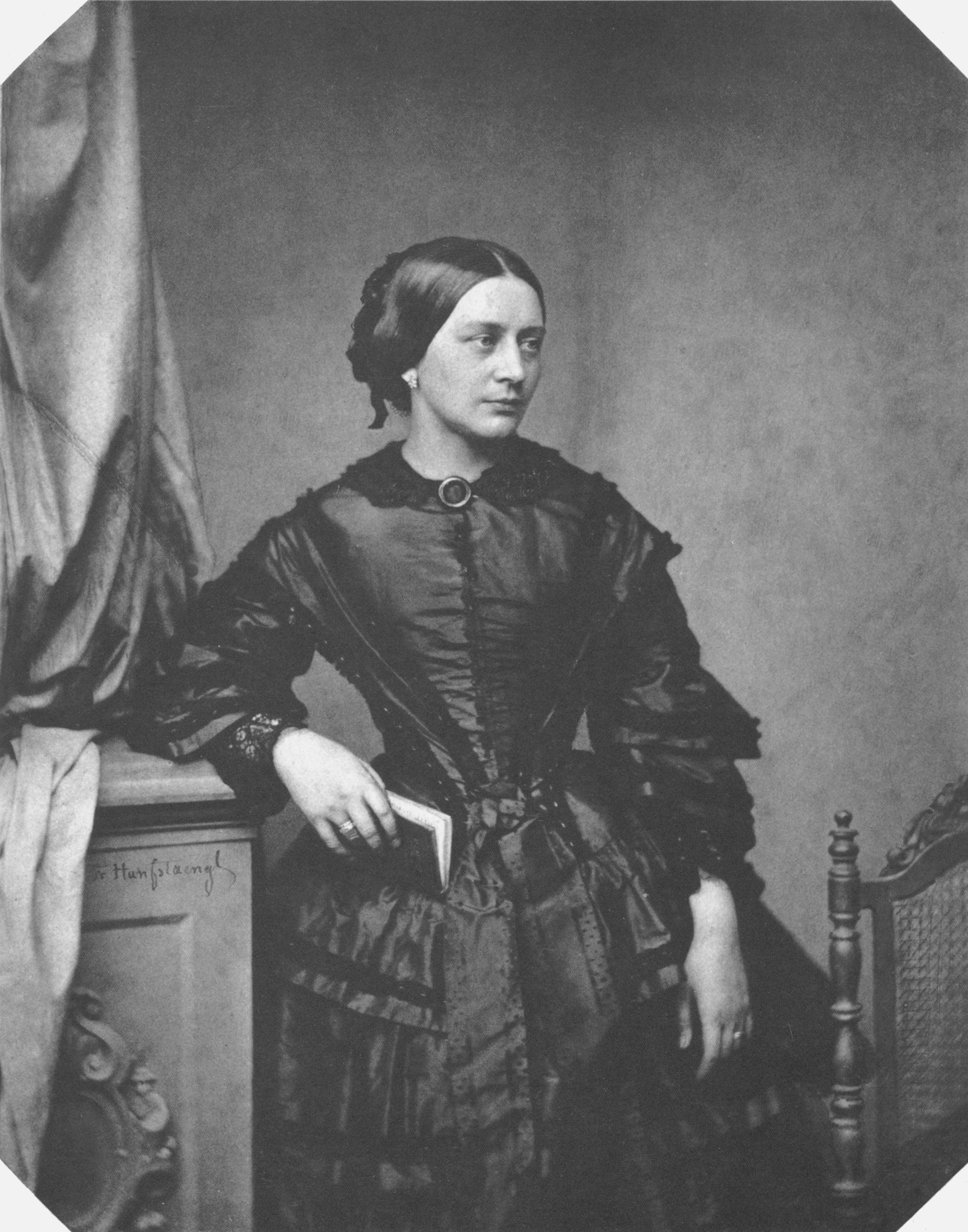
Clara Schumann.
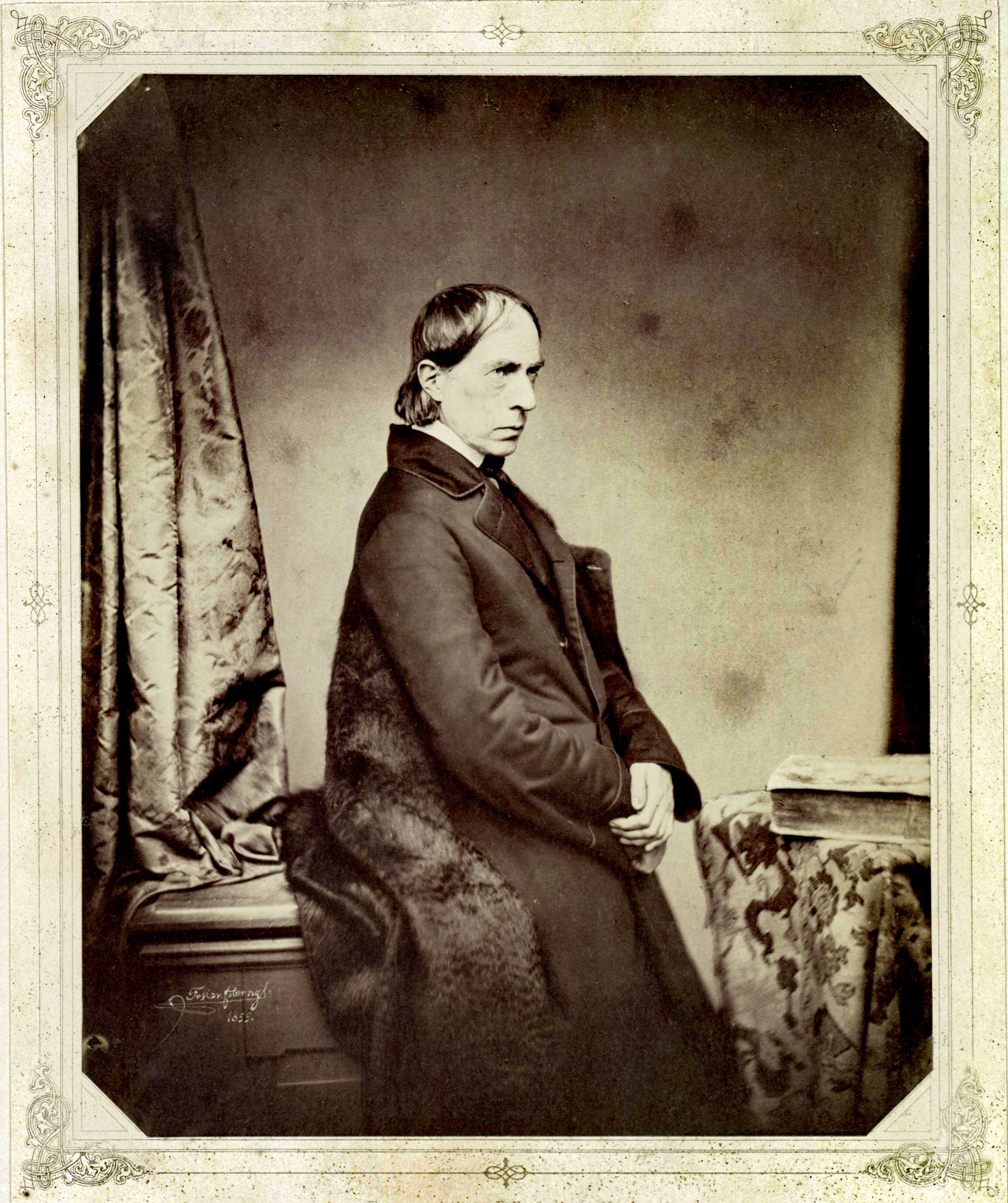
Friedrich Overbeck.